# Jostein Gaarder
Jostein Gaarder (Oslo, 8 agosto 1952) è uno scrittore e filosofo norvegese, che ha raggiunto la fama internazionale con il romanzo filosofico Il mondo di Sofia.

## Biografia

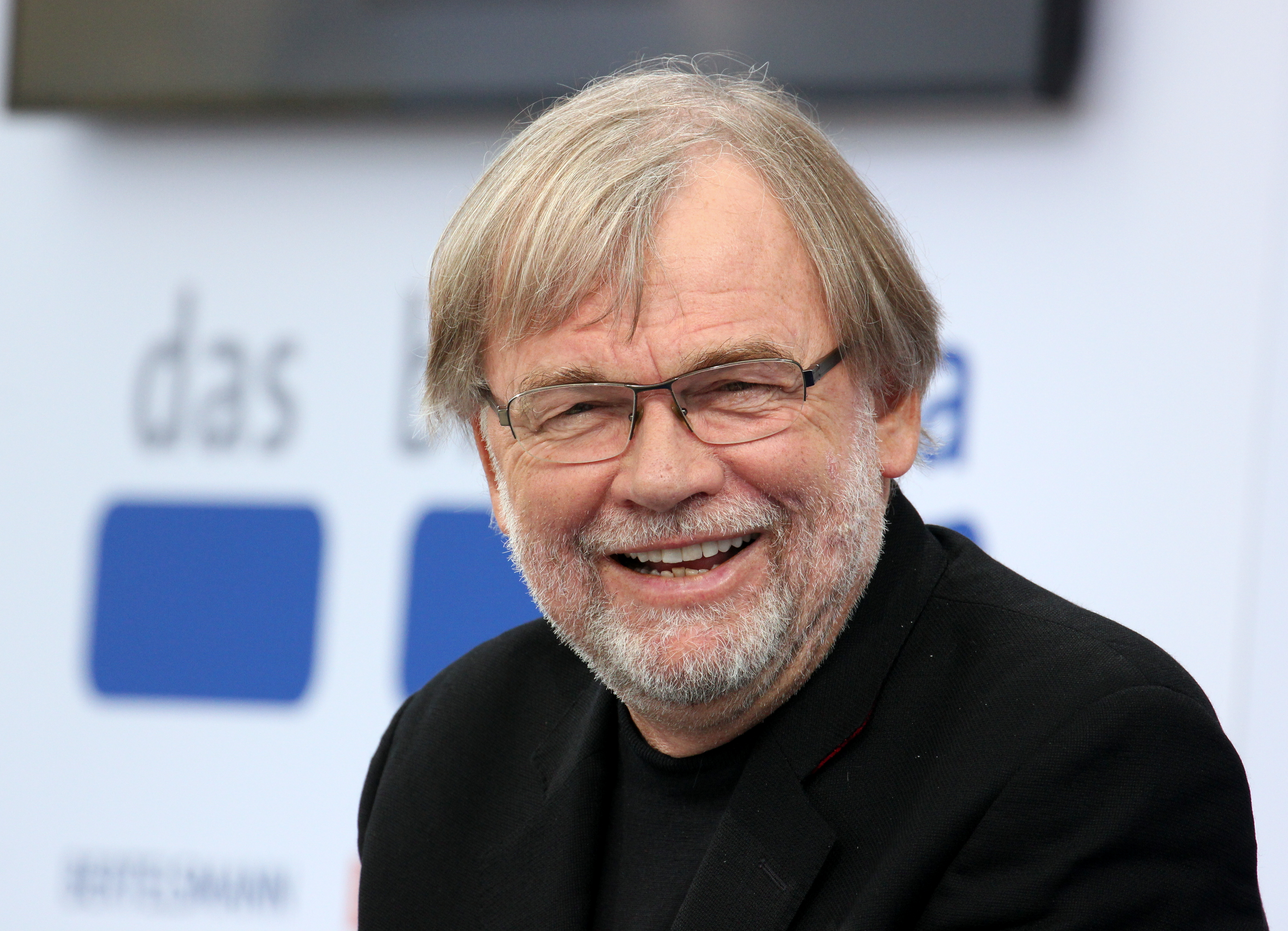
Jostein Gaarder nel 2017

Gaarder ha studiato filosofia, teologia e letteratura all'Università di Oslo. È stato professore di filosofia per dieci anni prima di dedicarsi alla professione di scrittore. Il suo primo libro è stato pubblicato nel 1986, facendolo diventare ben presto uno dei più noti autori del suo paese, ma il successo internazionale è arrivato agli inizi degli anni novanta con il romanzo Il mondo di Sofia. L'opera, pubblicata in Norvegia nel 1991, è stata tradotta in una quarantina di lingue; in Italia è stata pubblicata nel 1994, ed ha vinto il Premio Bancarella nel 1995.

### Accuse di antisemitismo
Jostein Gaarder pubblicò nell'agosto 2006 l'articolo Il popolo eletto da Dio presso uno dei principali quotidiani norvegesi, l'Aftenposten. L'articolo fu scritto in relazione alla guerra del Libano del 2006 e condannava alcuni aspetti della politica israeliana e del giudaismo; oltre a ciò lo scrittore norvegese si schierò contro il riconoscimento dello stato di Israele nella sua forma attuale.
L'articolo venne accusato di essere promotore di concetti antisemiti, in particolare nella descrizione del Giudaismo come "un'antica religione di un popolo in guerra", contrapponendola all'idea "cristiana" che "il regno di Dio è nella compassione e nel perdono". Gaarder si è difeso dalle accuse di antisemitismo, e ha cercato di chiarire che lui non voleva offendere nessuno. Sostenne, infatti, che egli scrisse l'articolo in uno stato di indignazione morale per il numero di morti in Libano. Queste sue dichiarazioni, come l'articolo stesso, suscitarono comunque reazioni discordanti.

## Vita privata
Vive a Oslo con la moglie e i due figli.

## Premi e riconoscimenti
- Nel 1995 il romanzo Il mondo di Sofia venne premiato con il Premio Bancarella
- Nel 1997 Gaarder fu premiato con il Buxtehude Bulle.
- Nel 2004 ricevette il Willy-Brandt-Award ad Oslo.
- Nel 2005 Jostein Gaarder fu premiato dal Royal Norwegian Order of St. Olav e più tardi nello stesso anno gli fu conferita una Laurea honoris causa presso il Trinity College di Dublino.

## Opere tradotte in italiano

### Narrativa
- L'enigma del solitario (Kabalmysteriet, 1990), Longanesi, 1996; Tea, 1998
- Il mondo di Sofia (Sofies verden, 1991), Milano, Longanesi, 1994
- Il viaggio di Elisabet (Julemysteriet, 1992), Milano, Longanesi, 1997; Tea, 1999
- In uno specchio, in un enigma (I et speil, i en gåte, 1993), Milano, Longanesi, 1999; Tea, 2001
- Vita brevis. La lettera d'amore di Flora Emilia a Sant'Agostino (Vita Brevis, 1996), Milano, Longanesi, 1998; Tea, 2000
- Maya (Maya, 1999), Milano, Longanesi, 2000; Tea, 2002
- Il venditore di storie (Sirkusdirektørens datter, 2001), Milano, Longanesi, 2002; Tea, 2004
- La ragazza delle arance (Appelsinpiken, 2003), Milano, Longanesi, 2004; Tea, 2007
- Scacco matto. Enigmi, fiabe e racconti (Sjakk matt, 2006), Milano, Longanesi, 2007; Tea, 2009
- Il castello dei Pirenei (Slottet i Pyreneene, 2008), trad. Cristina Falcinella, Collana La Gaja Scienza, Milano, Longanesi, 2009, ISBN 978-88-304-2687-0; Tea, 2010.
- Il mondo di Anna (Anna. En fabel om klodens klima og miljø, 2013), trad. Lucia Barni, Collana La Gaja Scienza, Milano, Longanesi, 2014, ISBN 978-88-304-3838-5.
- Il consolatore (Dukkeføreren, 2016), trad. Ingrid Basso, Collana La Gaja Scienza, Milano, Longanesi, 2016, ISBN 978-88-304-4614-4.
- Semplicemente perfetto (Akkurat passe, 2018), trad. Ingrid Basso, Collana La Gaja Scienza, Milano, Longanesi, 2019, ISBN 978-88-304-5278-7.
- Noi che siamo qui adesso (Det er vi som er na, 2021), Milano, Longanesi, 2022

### Narrativa per ragazzi
- Cosa c'è dietro le stelle? (Barna fra Sukhavati, 1987) (Salani, 1999)
- Il castello delle rane (Froskeslottet, 1988) (Salani, 2004)
- Lilli de Libris e la biblioteca magica (con Klaus Hagerup) (Bibbi Bokkens magiske bibliotek, 1993) (Salani, 2001)
- C'è nessuno? (Hallo? Er det noen her?, 1996) (Salani, 1996)
- Domande (con Akin Düzakin) (Det spors, 2012)

### Saggistica
- Il libro delle religioni (con Henry Notaker e Viktor Hellern) (Religionsboka, 1989) (Neri Pozza, 1999 - Corbaccio 2001 - Tea, 2005)

## Altre opere
- Diagnosen og andre noveller